# Ézio
Ézio Leal Moraes Filho, detto Ézio (Ponte de Itabapoana, 15 maggio 1966 – Rio de Janeiro, 9 novembre 2011), è stato un calciatore brasiliano, di ruolo attaccante.
È morto nel 2011 all'età di 45 anni a causa di un tumore al pancreas.

## Caratteristiche tecniche
Giocava come attaccante; iniziata la carriera al Bangu come ala sinistra, si spostò in seguito nel ruolo di centravanti, mostrando buone doti realizzative.

## Carriera

### Club
Dopo aver giocato una decina di partite per il Bangu in prima divisione nazionale si trasferì all'Olaria prima e all'Americano poi, con cui partecipò al Campionato Carioca. Tornò a disputare la Série A con la Portuguesa, squadra paulista, ma fu al Fluminense che visse il periodo di maggior fortuna. Con la compagine di Rio de Janeiro infatti conquistò per due volte la Taça Guanabara, perdendo però entrambe le volte la finale per il titolo statale, mentre nel 1995 riuscì ad aggiudicarsi detto trofeo. Con quattordici reti fu vicecapocannoniere del Campeonato Brasileiro Série A 1994, a pari merito  con Rivaldo e dietro a Márcio Amoroso e Túlio. Ha segnato in tutto 118 reti con la maglia del Fluminense, risultato che lo include nella lista dei migliori dieci marcatori con la maglia di tale società. Segnò anche dodici reti nelle sfide con il Flamengo, diventando uno dei maggiori realizzatori di questo derby cittadino. Nel 1995, dopo la vittoria del Campionato Carioca, si trasferì nello Stato di Minas Gerais, dove militò per l'Atlético Mineiro, e successivamente nello Stato di San Paolo, dove chiuse la carriera giocando con l'Internacional de Limeira.

## Palmarès

### Club

#### Competizioni nazionali
- Taça Guanabara: 2

Fluminense: 1991, 1993
- Campionato Carioca: 1

Fluminense: 1995